# Alois Tichy
Alois Tichy (* 14. Juli 1906 in Antonienhütte; † 8. Dezember 1952 in Bonn) war ein deutscher Diplomat. Er wirkte als Leiter der Wirtschaftsabteilung an der deutschen Botschaft in Tokio und NSDAP-Parteischlichter (Uschla-Funktionär). Nach dem Zweiten Weltkrieg arbeitete er als Referatsleiter im Deutschen Büro für Friedensfragen in Stuttgart. 1950 wurde er in den Auswärtigen Dienst der Bundesrepublik einberufen. Zunächst war er in der Verbindungsstelle zur Alliierten Hohen Kommission, später als Leiter des Referats III (Vorbereitung der Friedensregelung auf dem Gebiet der Wirtschaft) tätig.

## Leben
Seine Eltern waren der Bergwerksinspektor Josef Tichy und dessen Frau Ida, geb. Goretzki.
Alois Tichy besuchte humanistische Gymnasien in Königshütte und Kattowitz und bestand am 14. Juni 1924 das Abitur. Von 1924 bis 1928 studierte er Japanisch und Jura in Genf, Berlin und Breslau. Am 21. Juli 1927 erhielt er ein Diplom der japanischen Sprache vom Seminar für orientalische Sprachen in Berlin und wurde am 15. November 1928 zum Dr. jur. promoviert. Nach Ablegen des Referendarexamens am 17. Januar 1930 war er ab Februar des Jahres im preußischen Justizdienst tätig. Am 25. April 1933 wurde Tichy in den Auswärtigen Dienst einberufen. Ab dem 18. Mai arbeitete er als Attaché in der Abteilung IV (Osteuropa, Skandinavien, Ostasien) im Referat Po (Polen). Am 9. August 1933 legte er sein Assessorexamen ab. Vom 19. März 1934 bis 31. März 1935 war er an der Gesandtschaft in Kowno tätig. Ab dem 23. August 1935 arbeitete er an der deutschen Botschaft in Tokio. Im November 1937 trat er der NSDAP bei. Ab 1938 übernahm er in Tokio die Leitung der Wirtschaftsabteilung der Botschaft. Seine Diplomatisch-konsularische Prüfung hatte Tichy im Juli 1935 bestanden. Am 12. August 1940 wurde er zum Gesandtschaftsrat befördert. Nach seiner Rückkehr nach Deutschland im Herbst 1947 war er seit dem 1. November 1949 im Deutschen Büro für Friedensfragen als Referatsleiter tätig. Am 20. Juni 1950 folgte die Einberufung in den Auswärtigen Dienst in der Dienststelle für Auswärtige Angelegenheiten im Bundeskanzleramt. Ab dem 22. Juni arbeitete Tichy in der Verbindungsstelle zur Alliierten Hohen Kommission (Abteilung II). Später wurde er in der politischen Abteilung II Leiter des Referats III (Vorbereitung der Friedensregelung auf dem Gebiet der Wirtschaft). Am 13. Oktober 1952 erfolgte die Beförderung zum Vortragenden Legationsrat.
Während seiner Tätigkeit in Tokio war Tichy auch mit dem Fall des Industriellen und „Judenretters“ Willy Rudolf Foerster betraut. Laut dem damaligen Marineattaché Admiral Paul Wenneker galt Foerster bei Parteischlichter Tichy als „persona non grata“. Zusammen mit dem als „Schlächter von Warschau“ bekannten Josef Meisinger soll er vom Reichssicherheitshauptamt einen gefälschten Vorstrafenauszug Foersters beschafft haben, der später auch japanischen Ermittlungsbehörden übergeben worden sei, um Foerster zu belasten. Nach dem Krieg behauptete Tichy im Zusammenhang mit einer Pressekampagne, die Foerster als „sowjetischen Agenten“ diffamieren sollte, gegenüber dem Journalisten Jürgen Thorwald, er besitze Material, das Vorstrafen Foersters belege. Als Thorwald diese daraufhin anforderte, bekam er zur Antwort, „dass die Unterlagen zwar vorhanden seien“, er diese jedoch nicht an Thorwald weitergeben werde, da dieser unvorteilhaft über seinen Freund Botschafter a. D. Eugen Ott berichtet habe.
Anfang 1950 war Tichy Bearbeiter einer Eingabe Foersters bei der Bundesregierung. Als Reaktion meldete er sich umgehend bei seinem ehemaligen Vorgesetzten Eugen Ott, um Material zu beschaffen, mit dessen Hilfe er Foersters Ansprüche „grundsätzlich“, d. h. ablehnend, behandeln könne. Es scheint plausibel, dass er von diesem u. a. Fotos einer japanischen Veranstaltung zur 2600-Jahr-Feier des japanischen Reiches (1940) erhielt, bei der auch Foersters Belegschaft antreten musste und diese an alliierte Stellen, möglicherweise die Alliierte Hohe Kommission, weitergab. Zumindest behauptete 1956 Franz Nüßlein vom Auswärtigen Amt, die Amerikaner besäßen Material, das Foersters Beteiligung an „Kriegspropaganda und an propagandistischen Märschen“ belege. Tatsächlich war Foerster bei seiner von deutschen Stellen veranlassten Verhaftung im Jahr 1943 von den Japanern das genaue Gegenteil, nämlich „Anti-Kriegspropaganda“ vorgeworfen worden.
Im September 1951 hatte der freie Journalist Eckart Heinze-Mansfeld in einer fünfteiligen Serie in der Frankfurter Rundschau die „fatale Personalkontinuität“ des Bonner Auswärtigen Amtes enthüllt. In der letzten Folge vom 6. September 1951 wurde auch Alois Tichy erwähnt. Dieser sei nicht nur Parteigenosse, sondern auch „Parteirichter, d. h. Funktionär der NSDAP von 1938 bis 1943“ gewesen. Am Abend des 7. September 1951 veröffentlichte das Auswärtige Amt eine Presseerklärung zur Artikelserie Heinze-Mansfelds, laut der es sich bei den genannten Vorwürfen „entweder um objektiv unwahre Behauptungen oder um entstellte Wiedergaben von Protokollauszügen des Nürnberger Prozesses oder um reine Kombinationen“ handele. Die Frankfurter Rundschau veröffentlichte daraufhin am 10. September 1951 die o. g. Stellungnahme zusammen mit einem Brief der Chefredaktion, in dem das Auswärtige Amt aufgefordert wurde, bis zum 15. September zu erklären, welche Angaben in den veröffentlichten Artikeln solche Behauptungen rechtfertigen würden. Am gleichen Tag wurden in einem internen, mit „Geheim“ gekennzeichneten Rundschreiben des Auswärtigen Amts alle von der Artikelserie betroffenen Diplomaten zur Stellungnahme aufgefordert. Am 17. September 1951 erhielt die Redaktion der Frankfurter Rundschau die Mitteilung, dass auf Anregung der angegriffenen Mitarbeiter ein „dienststrafrechtliches Ermittlungsverfahren“ angeordnet worden sei, dessen Ergebnisse übermittelt werden würden. Wenige Wochen später, am 24. Oktober 1951, beschloss der Bundestag auf Antrag der SPD-Fraktion die Einsetzung eines Untersuchungsausschusses zur Personalpolitik des Auswärtigen Amtes. In Bezug auf Tichy entschied der Ausschuss, die Darstellung der Frankfurter Rundschau, dieser sei Parteigenosse gewesen, sei richtig. Eine „nicht sehr wesentliche Abweichung von der Richtigkeit“ sei jedoch, dass er tatsächlich „Parteischlichter“ und nicht „Parteirichter“ gewesen sei. Der Ausschuss entschied, er habe „keine Bedenken gegen die Weiterverwendung“ Tichys, empfahl jedoch „eine Verwendung im internen Dienst“. Als Grund wurde angegeben, Tichy habe „sich nicht im Sinne der NSDAP politisch betätigt“. Allerdings sah der Ausschuss bei der Verwendung seiner Person im Ausland „Zurückhaltung geboten“.

## Werke
- Alois Tichy: Die staatsrechtliche Stellung des Kaisers von Japan unter besonderer Berücksichtigung des Kaiserlichen Hausgesetzes. Ohlau in Schlesien 1928.